# Stig Ancker
Stig Axel Ancker, född 29 maj 1908 i Falkenberg, död 4 februari 1992 i Stockholm, var en svensk arkitekt.

## Liv och verk

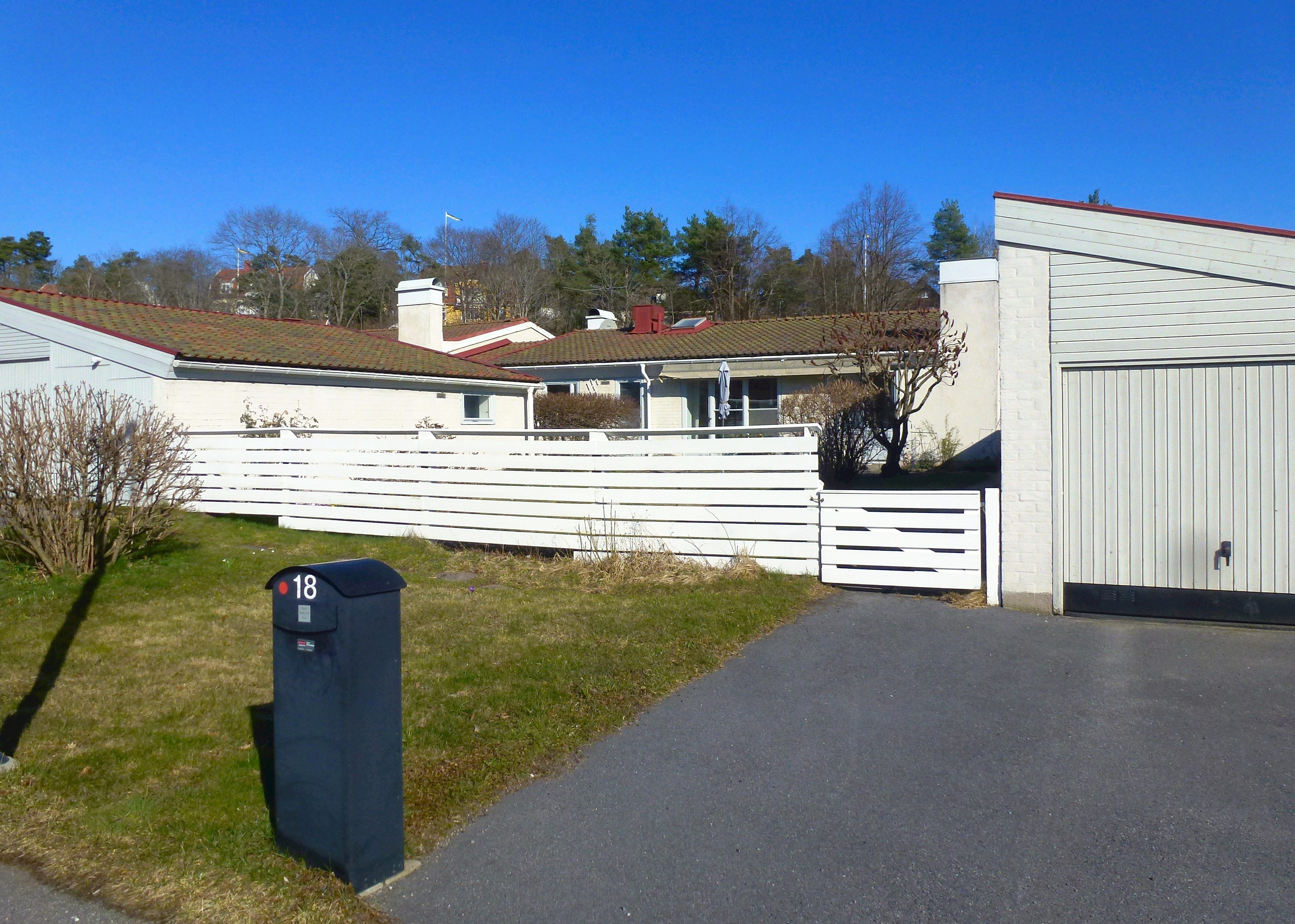
Det egna radhuset, Toftvägen 18 på Toftvägens radhusområde.

Ancker utbildades till arkitekt vid Kungliga Tekniska högskolan (KTH) i Stockholm, där han tog examen 1933. Från 1936 drev han verksamhet tillsammans med arkitekterna Bengt Gate och Sten Lindegren, som efter 1967 kallade sig AGL Arkitektkontor AB, där initialerna stod för Ancker-Gate-Lindegren.
Stig Ancker ritade en sommarby i Haverdal, uppförd 1953–1957, med 44 radhus runt en stor äng. Byn döptes efter några år till Anckerbyn och är nu kulturminnesmärkt.
Bland hans större arbeten, tillsammans med Gate och Lindegren, märks det stora bostadshuset i kvarteret Silvieberg 3 på Kungsholmen i Stockholm, ofta kallat Bacon-Hill. De gestaltade byggnadens långfasader med fönsterband och omväxlande band av rödbrun respektive ljusputsade partier. Utseendet, som med lite fantasi påminner om en baconskiva, gav huset sitt smeknamn. Huset har tio våningar med totalt 198 lägenheter och uppfördes 1963.
Vid Sergels torg i Stockholm uppfördes 1960–1962 ”EPA-huset” (se Sporren 16) som en del i Norrmalmsregleringen, och inhyste till en början varuhuset EPA. Arkitekterna lät täcka den slutna volymen med mörkt rödbruna polerade granitplattor. Byggnaden gavs en grön kulturhistorisk klassificering av Stadsmuseets Norrmalmsinventering 2007.
Stig Ancker är begravd på Lidingö kyrkogård.

## Övriga verk i urval (tillsammans med Lindegren och Gate)

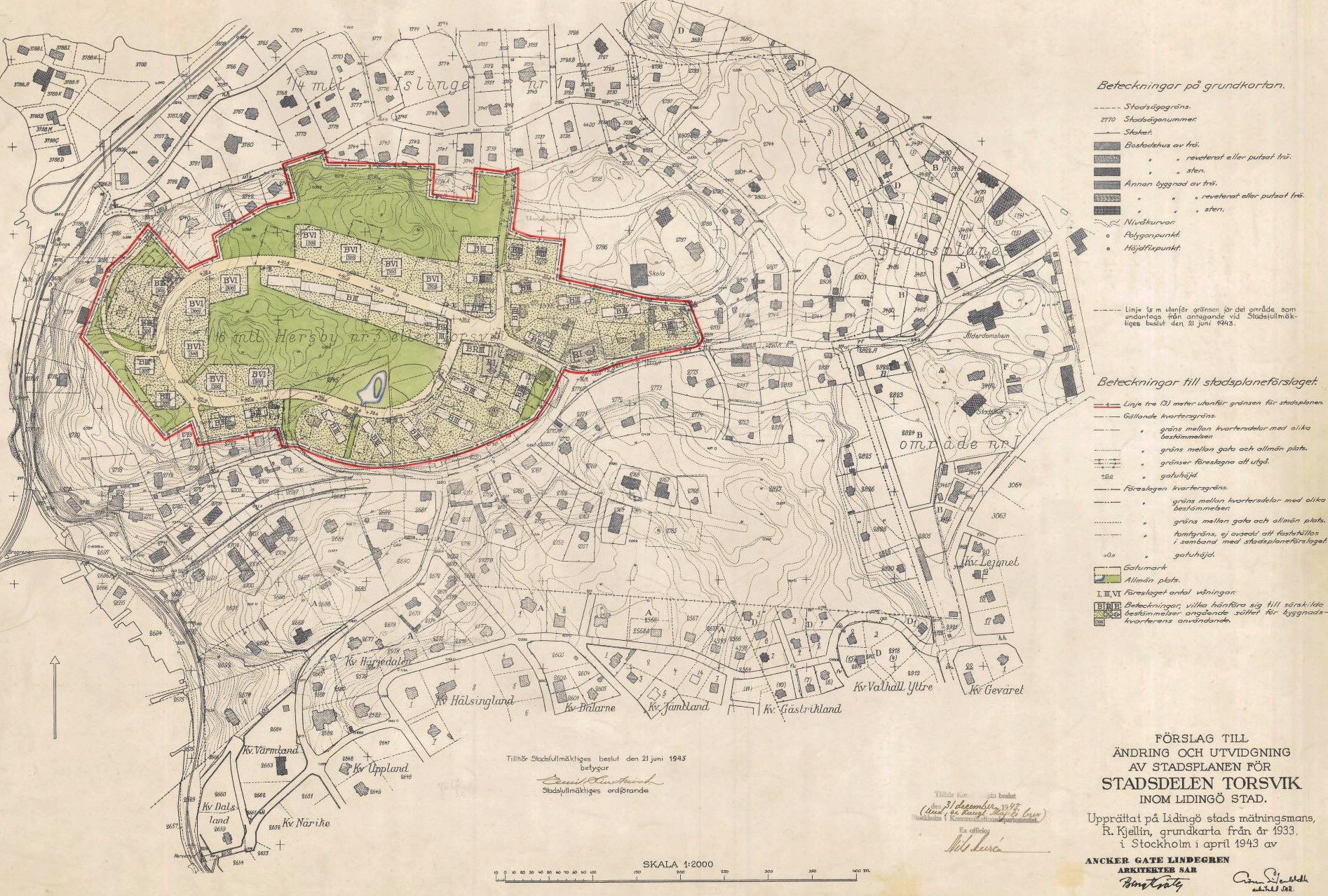
Stadsplan för Torsvikshöjden från 1943.

- Bostadshus, punkthus, Bokbindarvägen 76, Hägerstensåsen, Stockholm, 1944.
- Bostadsområdet och stadsplan Torsvikshöjden, Lidingö, 1945–1948.
- Radhusområdet, Rastvägen, Nockebyhov, 1948.
- Affärs- och bostadshus vid Tallkrogsplan 90, Tallkrogen, 1950–1951.
- Radhusområdet Hersby Gärde, Kämpavägen, Lidingö, 1952
- Hotell, affärs- och kontorshus, Nybrogatan 53, Stockholm, 1954–1957.
- Förbundshuset, Torsgatan 10, Stockholm 1955–1957.
- Affärs- och bostadshus vid Juvelerarvägen / Älvsjövägen i Solberga, Stockholm, 1955–1960.
- Hässelby strand centrum, Stockholm, för AB Stockholmshem 1958–1959.
- Affärshus i kvarteret Tritonia, Stora Nygatan 14, 1959.
- Toftvägens radhusområde, Lidingö, 1964, med det egna radhuset Toftvägen 18.
- Läkarhuset Odenplan, Odengatan 69, Stockholm, 1964.
- Skärholmens centrum, Stockholm, 1966–1968, tillsammans med flera andra arkitektkontor.
- Bostadsområde Norra Kvarngärdet, Uppsala, 1963.
- Skivhus i Axelsberg, Stockholm, 1965–1973.
- Postgirot, Klara norra kyrkogata 12–16, Stockholm, tillbyggnad 1968–1971, nybyggnad åt Drottninggatan 1976–1978.

### Bilder, verk i urval

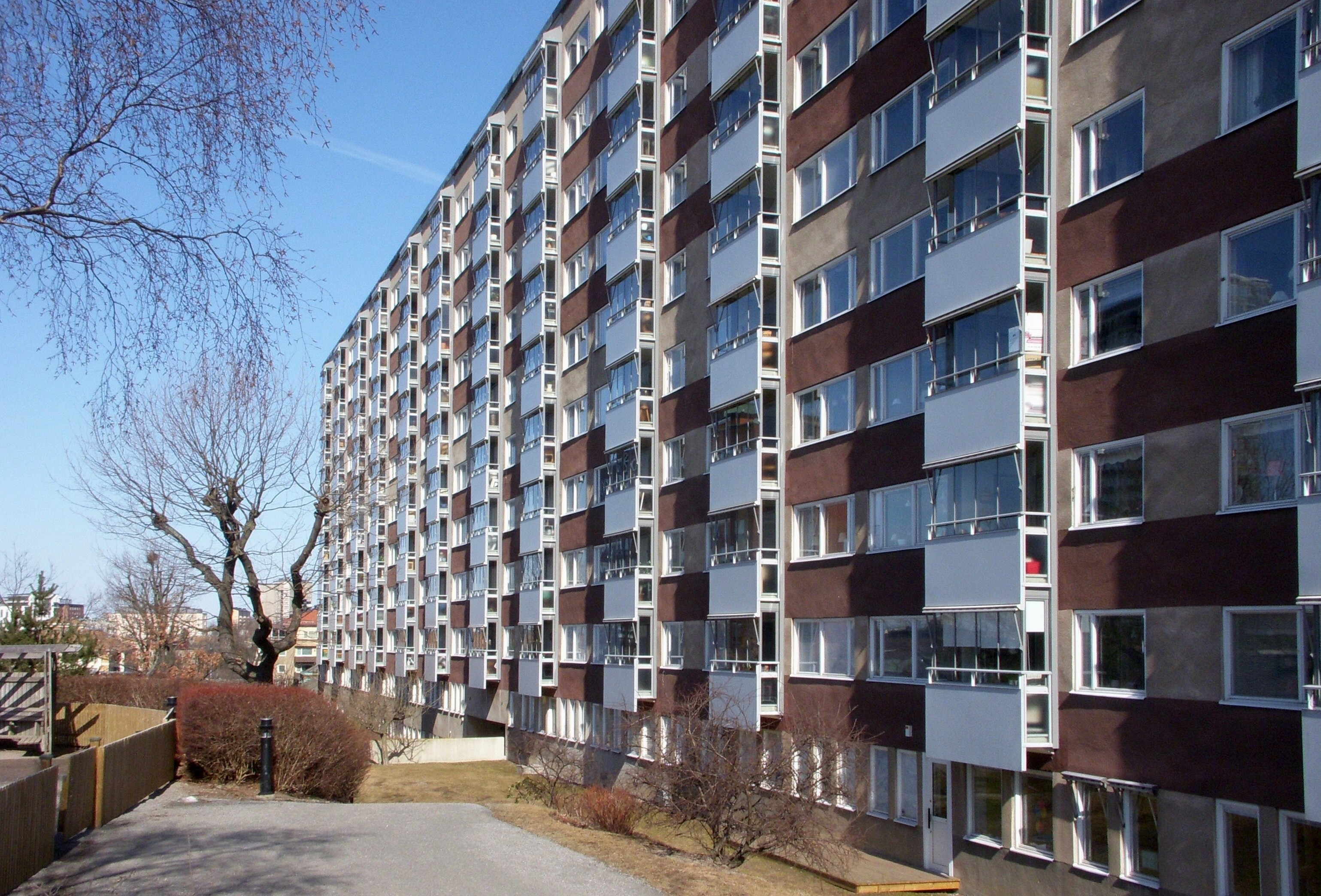
Silvieberg 3, "Bacon-Hill", fasad mot väst.
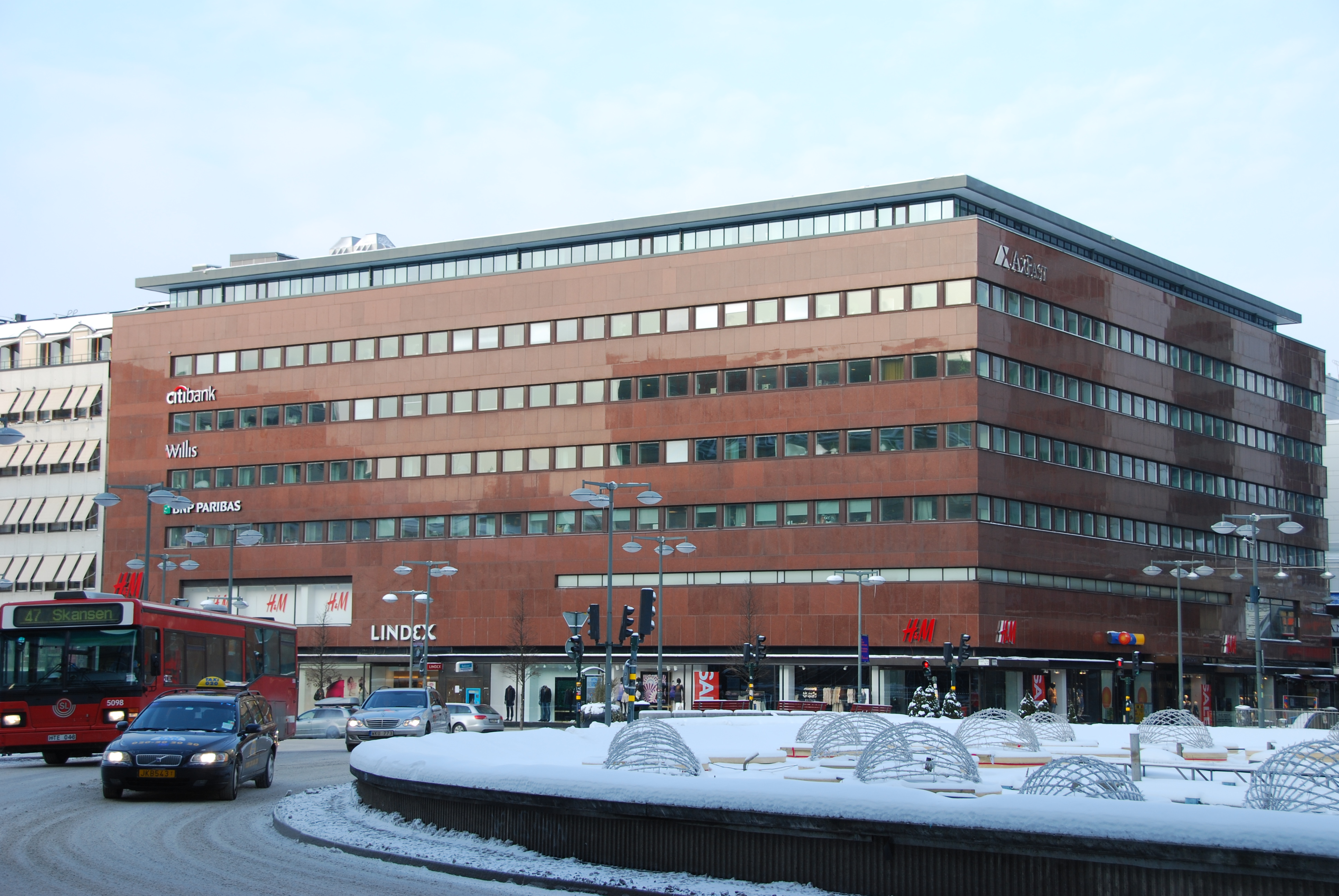
Sporren 16, f.d. "EPA-huset".
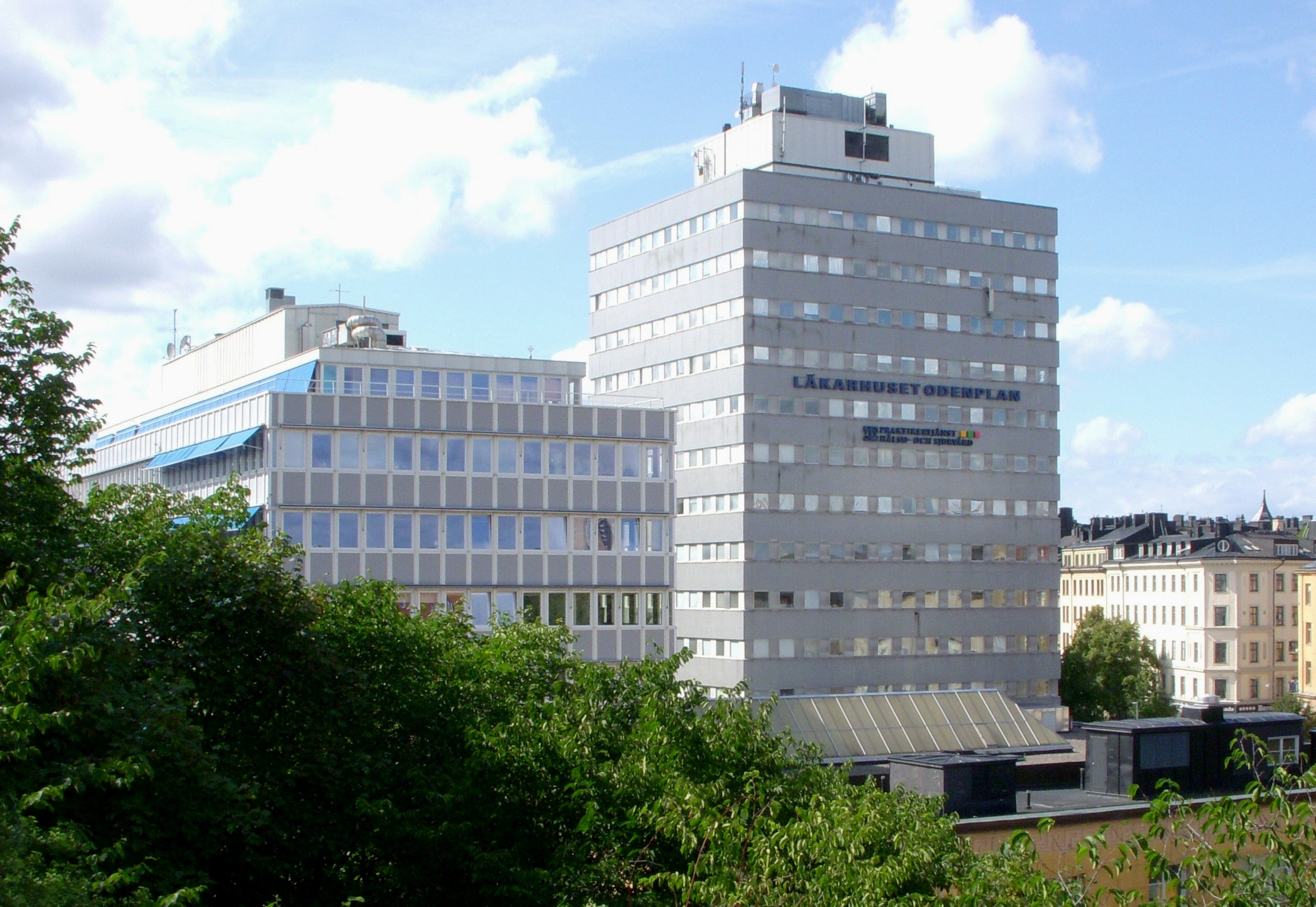
Läkarhuset Odenplan.
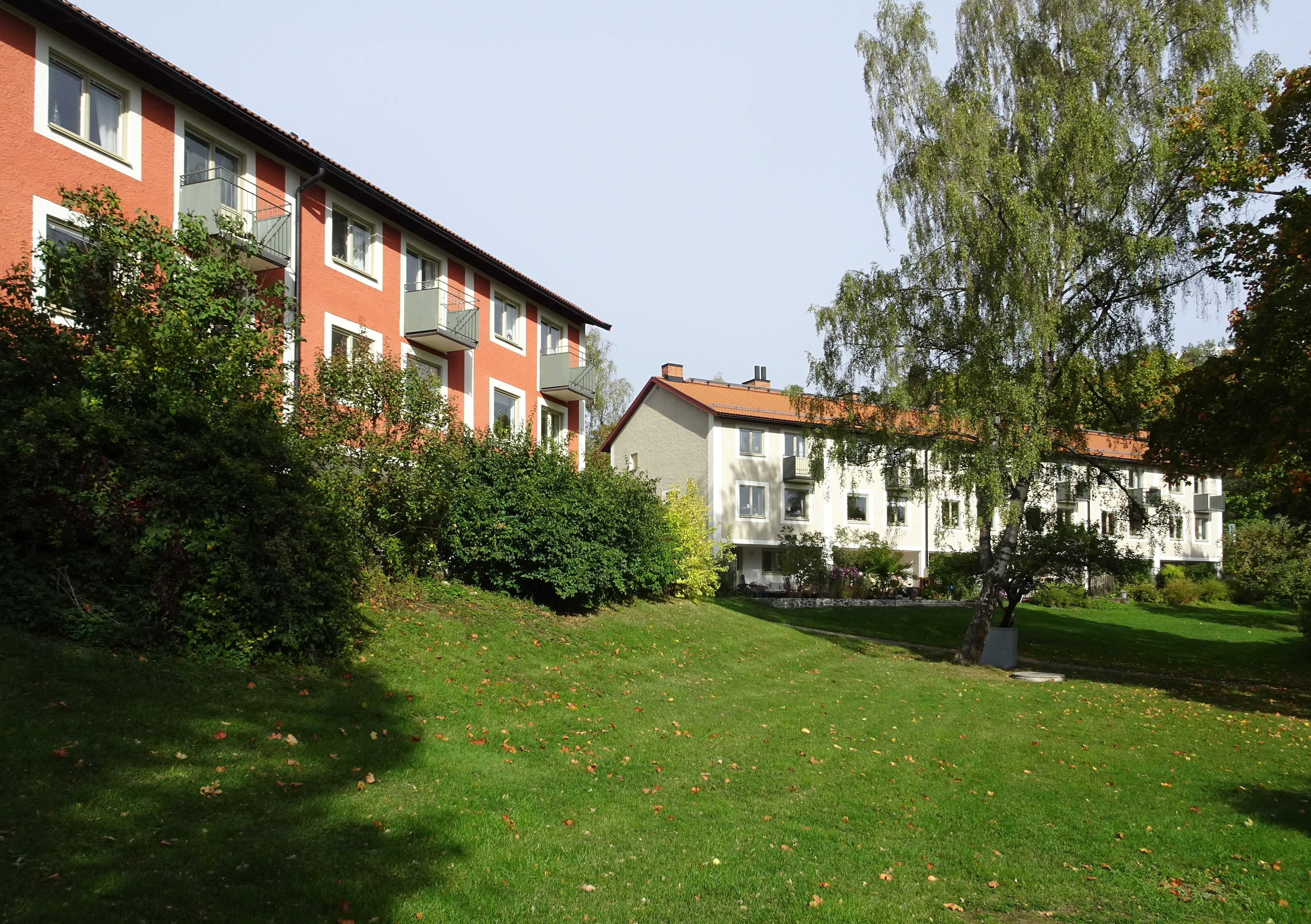
Radhusområdet, Rastvägen.